# ما درس سحر در ره میخانه نهادیم
غزلی با مطلع «ما درس سحر در ره میخانه نهادیم»، غزل شمارهٔ ۳۷۱ از دیوانِ حافظ در تصحیحِ محمد قزوینی و قاسم غنی است.

## وزن
وزن این شعر مفعول مفاعیل مفاعیل فعولن (هزج مثمن اخرب مکفوف محذوف) است.

## در اجراها
محمدرضا شجریان در برنامهٔ شمارهٔ ۲۴۲ از مجموعهٔ برگ سبز این غزل را در آوازِ بیات ترک اجرا کرده‌است.و استاد شهرام ناظری در آلبوم گل_صدبرگ این غزل را درقالب تصنیفی زیبا در بیات ترک اجرا کرده است با آهنگ سازی مرحوم استاد جلال ذوالفنون